# Luxiaria tephrosaria
Luxiaria tephrosaria là một loài bướm đêm trong họ Geometridae.